# Kurixalus idiootocus
Kurixalus idiootocus és una espècie d'amfibi endèmica de Taiwan.
Està amenaçada d'extinció per la pèrdua del seu hàbitat natural.